# Santamenes santanna
Santamenes santanna är en stekelart som först beskrevs av Henri Saussure 1867.  Santamenes santanna ingår i släktet Santamenes och familjen Eumenidae. Inga underarter finns listade i Catalogue of Life.